# Liste des personnages de Blake et Mortimer
 (août 2024).
- Si vous ne connaissez pas le sujet, laissez ce bandeau (vous pouvez alors contacter les auteurs).
- Si vous supprimez le contenu mis en cause (vous pouvez préalablement contacter les auteurs),

argumentez précisément cette suppression dans la page de discussion
(un manque de référence n'est pas un argument ; une recherche réelle de référence doit avoir été effectuée, être formellement documentée).

Cet article contient la liste des personnages récurrents de la série de bandes dessinées de Blake et Mortimer.

## Univers
La série comprend depuis 2024, 23 aventures réparties dans 33 albums. Les huit premières (12 albums) ont été créés par Edgar P. Jacobs, avant que son œuvre ne soit poursuivi à partir de la fin des années 1990 par Jean Van Hamme et Yves Sente notamment.
Les deux protagonistes, le capitaine Francis Blake et le professeur Philip Mortimer apparaissent dans toutes les aventures. Le principal antagoniste est le colonel Olrik qui est absent de seulement deux aventures.
Jacobs réutilise peu les personnages déjà introduit dans son univers. A l'exception singulière d'Olrik, son homme de main Sharkey est le personnage secondaire le plus présent. Nasir et Razul apparaissent uniquement dans les premières aventures avant de disparaître, tandis que le Commissaire Pradier apparait uniquement dans les aventures se déroulant en France. Les successeurs de Jacobs introduiront ou réutiliseront des personnages qui deviendront réellement récurrents comme Mrs Benson, la logeuse de Blake et Mortimer (9 aventures), David Honeychurch, l'adjoint de Blake au MI5 (6 aventures), et James, le majordome du Centaur Club (5 aventures). La chronologie des nouveaux albums n'étant pas linéaire, et s'insérant entre les albums de la série originelle de Jacobs, ceci permet de réintroduire facilement des personnages déjà impliqués dans les aventures.
|                                   | 1 | 2 | 3 | 4 | 5 | 6 | 7 | 8 | 9 | 10 | 11 | 12 | 13 | 14 | 15 | 16 | 17 | 18 | 19 | 20 | 21 | 22 | 23 |
| --------------------------------- | - | - | - | - | - | - | - | - | - | -- | -- | -- | -- | -- | -- | -- | -- | -- | -- | -- | -- | -- | -- |
| Protagonistes                     |   |   |   |   |   |   |   |   |   |    |    |    |    |    |    |    |    |    |    |    |    |    |    |
| Capitaine Francis Blake           |   |   |   |   |   |   |   |   |   |    |    |    |    |    |    |    |    |    |    |    |    |    |    |
| Professeur Philip Mortimer        |   |   |   |   |   |   |   |   |   |    |    |    |    |    |    |    |    |    |    |    |    |    |    |
| Antagonistes                      |   |   |   |   |   |   |   |   |   |    |    |    |    |    |    |    |    |    |    |    |    |    |    |
| Colonel Olrik                     |   |   |   |   |   |   |   |   |   |    |    |    |    |    |    |    |    |    |    |    |    |    |    |
| Empereur Basam-Damdu              |   |   |   |   |   |   |   |   |   |    |    |    |    |    |    |    |    |    |    |    |    |    |    |
| Razul le Bezendjas                |   |   |   |   |   |   |   |   |   |    |    |    |    |    |    |    |    |    |    |    |    |    |    |
| Sharkey                           |   |   |   |   |   |   |   |   |   |    |    |    |    |    |    |    |    |    |    |    |    |    |    |
| Jack                              |   |   |   |   |   |   |   |   |   |    |    |    |    |    |    |    |    |    |    |    |    |    |    |
| Youssef Khadem                    |   |   |   |   |   |   |   |   |   |    |    |    |    |    |    |    |    |    |    |    |    |    |    |
| Docteur Jonathan Septimus         |   |   |   |   |   |   |   |   |   |    |    |    |    |    |    |    |    |    |    |    |    |    |    |
| Professeur Miloch Georgevitch     |   |   |   |   |   |   |   |   |   |    |    |    |    |    |    |    |    |    |    |    |    |    |    |
| Freddy                            |   |   |   |   |   |   |   |   |   |    |    |    |    |    |    |    |    |    |    |    |    |    |    |
| Major Varitch                     |   |   |   |   |   |   |   |   |   |    |    |    |    |    |    |    |    |    |    |    |    |    |    |
| Adjuvants                         |   |   |   |   |   |   |   |   |   |    |    |    |    |    |    |    |    |    |    |    |    |    |    |
| Ahmed Nasir                       |   |   |   |   |   |   |   |   |   |    |    |    |    |    |    |    |    |    |    |    |    |    |    |
| Capitaine Zhang Hasso             |   |   |   |   |   |   |   |   |   |    |    |    |    |    |    |    |    |    |    |    |    |    |    |
| Sir William Gray                  |   |   |   |   |   |   |   |   |   |    |    |    |    |    |    |    |    |    |    |    |    |    |    |
| Sergent Mac                       |   |   |   |   |   |   |   |   |   |    |    |    |    |    |    |    |    |    |    |    |    |    |    |
| Inspecteur-chef Glenn Kendall     |   |   |   |   |   |   |   |   |   |    |    |    |    |    |    |    |    |    |    |    |    |    |    |
| Sir Charles Garrison              |   |   |   |   |   |   |   |   |   |    |    |    |    |    |    |    |    |    |    |    |    |    |    |
| Majordome James                   |   |   |   |   |   |   |   |   |   |    |    |    |    |    |    |    |    |    |    |    |    |    |    |
| Mistress Benson                   |   |   |   |   |   |   |   |   |   |    |    |    |    |    |    |    |    |    |    |    |    |    |    |
| Leslie Macomber                   |   |   |   |   |   |   |   |   |   |    |    |    |    |    |    |    |    |    |    |    |    |    |    |
| Mister Stone                      |   |   |   |   |   |   |   |   |   |    |    |    |    |    |    |    |    |    |    |    |    |    |    |
| Commissaire divisionnaire Pradier |   |   |   |   |   |   |   |   |   |    |    |    |    |    |    |    |    |    |    |    |    |    |    |
| Professeur Labrousse              |   |   |   |   |   |   |   |   |   |    |    |    |    |    |    |    |    |    |    |    |    |    |    |
| David Honeychurch                 |   |   |   |   |   |   |   |   |   |    |    |    |    |    |    |    |    |    |    |    |    |    |    |
| Commander William Steele          |   |   |   |   |   |   |   |   |   |    |    |    |    |    |    |    |    |    |    |    |    |    |    |
| Colonel Dorian Cartwright         |   |   |   |   |   |   |   |   |   |    |    |    |    |    |    |    |    |    |    |    |    |    |    |
| Nastasia Wardynska                |   |   |   |   |   |   |   |   |   |    |    |    |    |    |    |    |    |    |    |    |    |    |    |
| Docteur Jeronimo Ramirez          |   |   |   |   |   |   |   |   |   |    |    |    |    |    |    |    |    |    |    |    |    |    |    |
| John Calloway                     |   |   |   |   |   |   |   |   |   |    |    |    |    |    |    |    |    |    |    |    |    |    |    |
| Jessie Wingo                      |   |   |   |   |   |   |   |   |   |    |    |    |    |    |    |    |    |    |    |    |    |    |    |
| Sarah Summertown                  |   |   |   |   |   |   |   |   |   |    |    |    |    |    |    |    |    |    |    |    |    |    |    |
| Commandant Byrd                   |   |   |   |   |   |   |   |   |   |    |    |    |    |    |    |    |    |    |    |    |    |    |    |
| Commandant Duchassy               |   |   |   |   |   |   |   |   |   |    |    |    |    |    |    |    |    |    |    |    |    |    |    |
| Lord Archibald Mac Auchentosham   |   |   |   |   |   |   |   |   |   |    |    |    |    |    |    |    |    |    |    |    |    |    |    |
| Elizabeth McKenzie                |   |   |   |   |   |   |   |   |   |    |    |    |    |    |    |    |    |    |    |    |    |    |    |
|                                   | 1 | 2 | 3 | 4 | 5 | 6 | 7 | 8 | 9 | 10 | 11 | 12 | 13 | 14 | 15 | 16 | 17 | 18 | 19 | 20 | 21 | 22 | 23 |

## Antagonistes

### Colonel Olrik
Principal méchant de la série, le « colonel » Olrik apparaît dans Le Secret de l'Espadon, où il est l'aide de camp de l'empereur Basam-Damdu. Après la défaite de ce dernier, il s'illustre en tant que criminel international. Il apparaît dans tous les albums, à l'exception du Piège diabolique et du Serment des cinq Lords.

### Basam-Damdu
Basam-Damdu apparaît dans la trilogie du Secret de l'Espadon, ainsi que dans L'Étrange Rendez-vous et La Vallée des Immortels.
Basam-Damdu est l'empereur de "l'Empire jaune" (que l'auteur situe au Tibet) et le supérieur d'Olrik, qui est à ce moment un colonel, chef du 13e bureau et son conseiller militaire. L'empereur nourrit un fort sentiment de supériorité vis-à-vis de la résistance organisée par les deux héros, Blake et Mortimer. Toutefois, ses efforts pour les anéantir se révèleront inefficaces, tout comme ceux d'Olrik. Celui-ci, au fur et à mesure des épisodes, descend dans l'estime du souverain qui, mécontent de ses résultats dans l'affaire Blake et Mortimer, le fait arrêter. Dans Le Mystère de la grande pyramide, on apprendra de la bouche d'un agent de l'Intelligence Service évoquant Basam-Damdu que ce dernier s'était vu attribuer le surnom de "Basam le Cruel". Il est également dénommé "l'Usurpateur", au tout début de l'album 1 du Secret de l'Espadon, dans la 1re planche.
Il passe pour mort dans l'explosion de la bombe que Blake, aux commandes d'un des Espadons qui attaquent Lhassa, lâche au-dessus de son palais, alors que Basam-Damdu s'apprêtait à donner l'ordre de départ à son arsenal de missiles atomiques. Cependant, il réapparaît dans l'album L'Étrange Rendez-vous, où il apparaît qu'il a été téléporté un instant avant l'explosion de ladite bombe par les mystérieux conspirateurs venus du futur.

### Razul
Razul apparaît pour la première fois dans Le Secret de l'Espadon, lorsque Blake et Mortimer, en fuite, traversent Turbat (aujourd'hui au Pakistan). Il est alors, comme tous ceux de la tribu des Bezendjas, un homme du nouveau Wazir de la cité, chef félon aux ordres des « Jaunes » (nom donné aux Tibétains servant le régime de Basam-Damdu). Ayant espionné et reconnu Blake et Mortimer, le Bezendja tentera à deux reprises de les faire arrêter par « les Jaunes ». C'est lorsqu'il va renseigner ces derniers pour la seconde fois que Razul fait la connaissance du colonel Olrik. Celui-ci prendra alors le Bezendjas à son service. Il apparait de nouveau dans Le Dernier Espadon.
On retrouve ensuite Razul, toujours zélé serviteur d'Olrik, dans Le Mystère de la grande pyramide où il est finalement arrêté par la police égyptienne. Il réapparaît en Afrique à la solde d'Olrik dans Le Sanctuaire du Gondwana. On apprend alors qu'il garde un souvenir particulièrement douloureux de sa détention au Caire ; il exprime sa rancune pour cela d'abord vis-à-vis d'Olrik, puis de Mortimer.
Ainsi, avec Jack et Sharkey, Razul est un des sbires d'Olrik que l'on compte aux côtés de ce dernier dans plusieurs aventures de la série.

### Sharkey

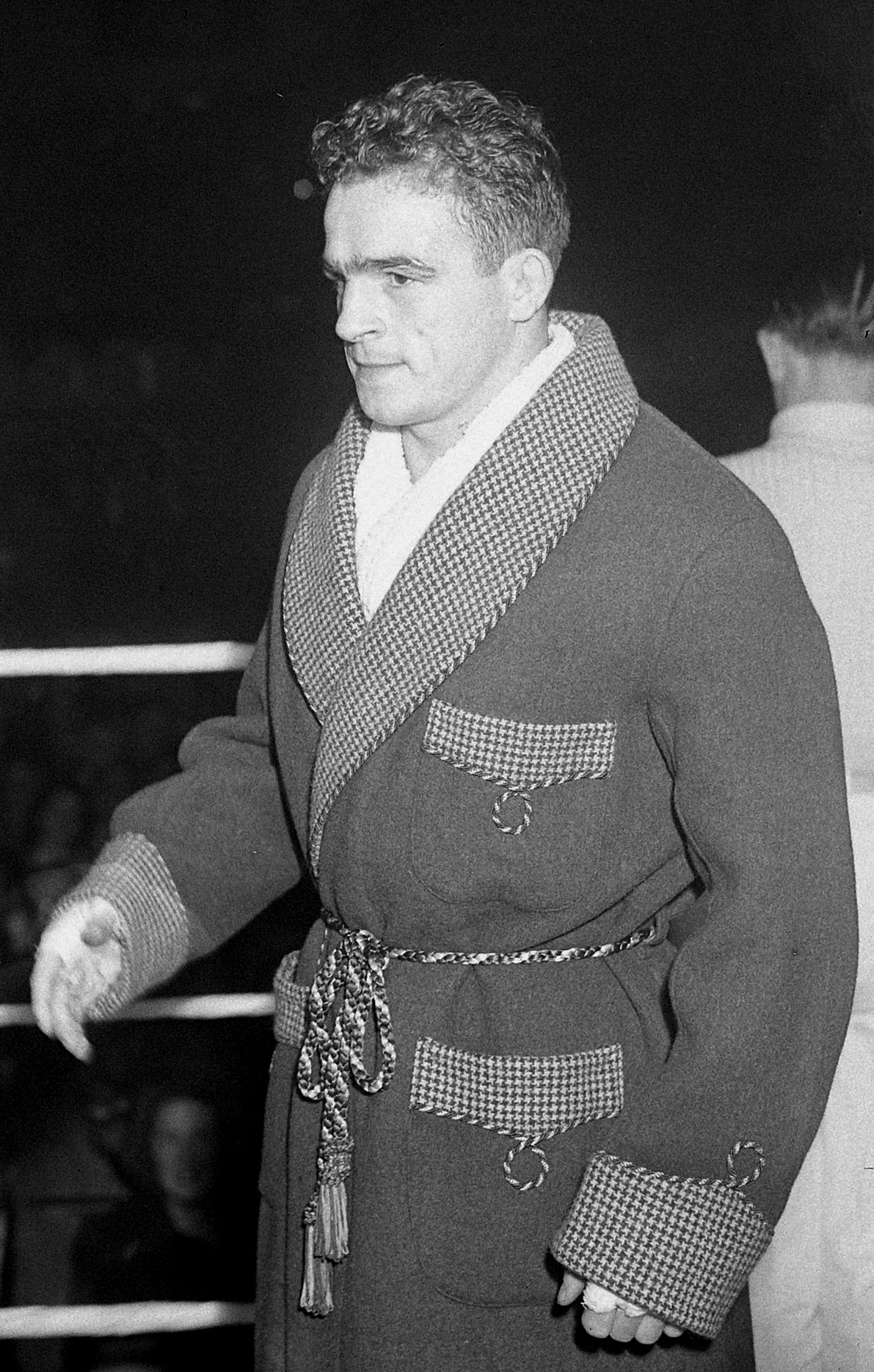
Cyrille Delannoit, en 1948.

Sharkey est l'un des principaux hommes de main d'Olrik. D'un caractère impulsif, il manque souvent de peu d'attirer l'attention sur les activités criminelles de son patron, qui se doit de garder un œil sur lui.
Avec son physique d'ancien boxeur, ce voyou originaire des États-Unis n'a cependant aucune psychologie et suit son maître dans ses coups les plus machiavéliques, n'hésitant pas à user de ses poings contre ceux qui les gênent. Malgré cela, dans l'album SOS Météores, on peut voir le malfaiteur ayant peine à cacher son étonnement et son indignation lorsque, dans un avis de recherche radiophonique, il s'entend décrire comme « une énorme brute au faciès bestial ». On apprend d'ailleurs dans cet avis de recherche que Sharkey est également connu (par les autorités françaises en tout cas) sous le surnom du « gorille ».
Ce sont les traits du boxeur belge Cyrille Delannoit qui inspirèrent à Jacobs le physique de Sharkey.
Sharkey, tout comme Olrik, semble avoir été tué lors de l'explosion d'hélicoptère qui a lieu dans le second tome des 3 Formules du professeur Satō. Depuis cet album, presque aucun des auteurs ayant repris la série n'a fait réapparaître Sharkey dans une des aventures suivantes, jusqu'à l'album Le Testament de William S., paru en novembre 2016 et dont l'intrigue se déroule juste avant celle de SOS Météores.

## Protagonistes

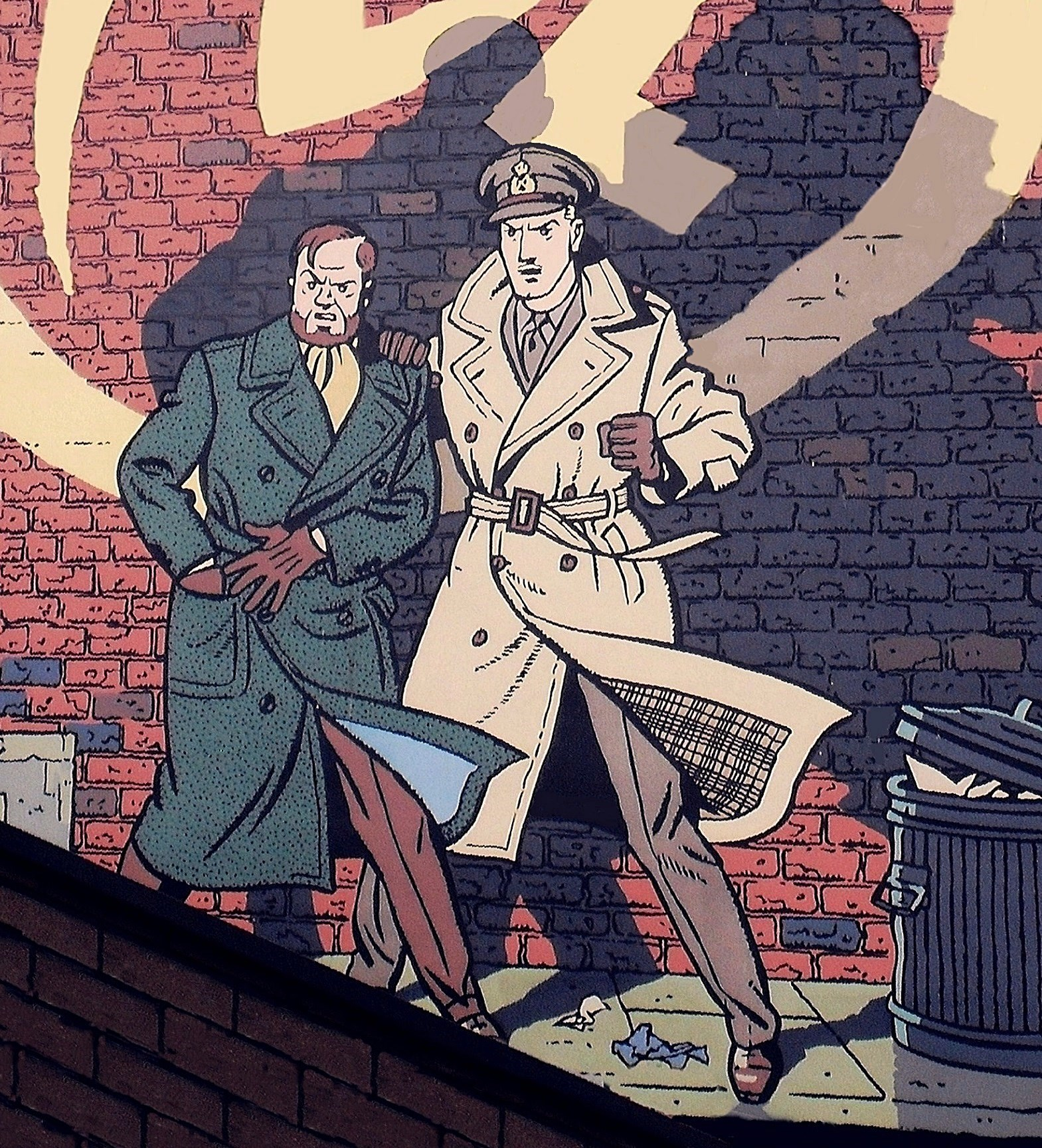
Blake et Mortimer, dessinés place Jacques Brel à Bruxelles.

### Jack
Jack apparaît pour la première fois dans Le Mystère de la grande pyramide et sera repris plus tard par Jean Van Hamme et Ted Benoit dans L'Affaire Francis Blake. Singulier personnage à lunettes et au visage impassible au premier abord, Jack n'en est pas moins un sbire d'Olrik doublé d'un assassin redoutable dont Blake a à plusieurs reprises dans la série le déplaisir de constater les talents. Le tir à l'arme à feu semble être le terrain de prédilection de Jack comme on peut le constater à l'aéroport d'Athènes et à la villa de Grossgrabenstein dans Le Mystère de la grande pyramide, ainsi qu'à la résidence Templeton et à Ardmuir Castle dans L'Affaire Francis Blake. Dans cet album, Jack assure en outre à la résidence Templeton la fonction de majordome auprès d'Olrik, en abattant de deux coups de revolver en plein cœur l'agent secret Jennings, qui avait auparavant refusé de dévoiler aux policiers de Scotland Yard la conspiration machiavélique du colonel contre le Royaume-Uni : ce dernier avait ensuite pris la fuite en moto avec l'aide du capitaine avant de trouver la mort. Jack apparaît également dans La Malédiction des trente deniers. À la fin du tome, il fut arrêté par les forces de sécurité britannique.
Avec Razul et Sharkey, Jack est d'ailleurs un des acolytes du colonel que l'on retrouve aux côtés de ce dernier plusieurs fois dans la série.

### Docteur Jonathan Septimus

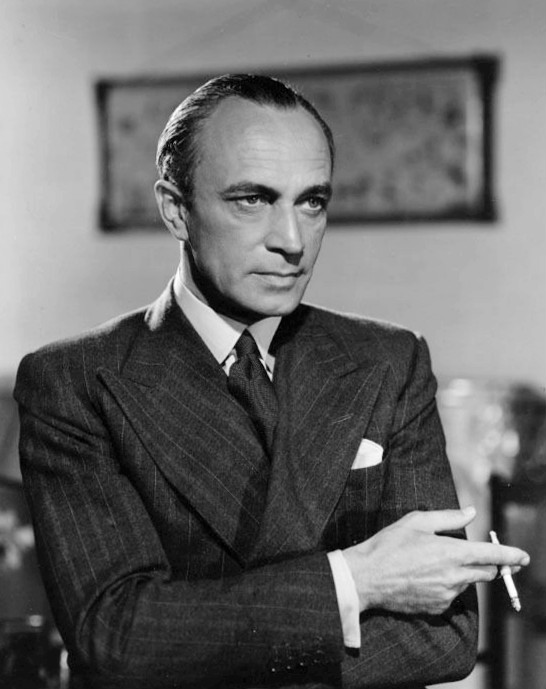
Conrad Veidt (en 1941) inspire les traits du Dr Septimus.

Le docteur Jonathan Septimus est un antagoniste notable de la série. Il n'apparaît que dans deux albums, La Marque jaune et L'Onde Septimus, mais qui relatent des aventures auxquelles il est fait par la suite plusieurs fois référence dans la série.
Physicien de renom, il est l'auteur, sous le pseudonyme de John Wade, d'un ouvrage intitulé The Mega Wave (L'Onde Mega), qui traite de la capacité du cerveau de chaque individu à faire communiquer ses différentes zones justement grâce à cette Onde Mega. Il est précisé que celui qui serait capable de capter et de gouverner à sa guise l'Onde Mega d'un individu déterminé se rendrait maître de toute son activité psychique et ferait de lui un instrument aussi docile que puissant. À sa publication, de par la nature avant-gardiste de ses théories, le livre provoque un tollé, particulièrement dans la communauté scientifique. Ainsi, le Professeur Raymond Vernay, président de la British Medical Association, écrit un pamphlet à l'encontre de l'ouvrage incriminé, publié dans The Lancet, et le rédacteur en chef du journal Le Daily Mail Leslie Macomber se livre à une série d'articles satiriques. L'éditeur James Thornley intente un procès en diffamation aux deux personnalités sus-citées, se substituant à l'auteur. Il le perd et à l’annonce du verdict prononcé par le juge Sir Hugh Calvin, il s'écroule au sol, victime d'une crise d'apoplexie. Ulcéré, Septimus embarque vers le Soudan, où il découvre Olrik, frappé de folie par la malédiction du cheik Abdel Razek. Voyant en Olrik un moyen d'appliquer ses théories de l'Onde Mega, Septimus le ramène en Angleterre et entreprend de finaliser ses projets de vengeance envers ses détracteurs…
Le Dr Septimus ranime pour le lecteur la figure populaire du savant fou, notamment celle du personnage de Warren présentée dans le film Le Crime du docteur Warren de Friedrich Wilhelm Murnau (1920). De plus, son nom est aussi le prénom du maléfique Septimus Pretorius dans La Fiancée de Frankenstein de James Whale (1935).
Il est, grâce à la puissance que lui confère sa maîtrise des outils technologiques à sa disposition, un des seuls personnages ayant pu maîtriser Olrik, au point d'en faire un véritable cobaye. Ce dernier finira par l'éliminer.
Le docteur Septimus est l'un des principaux scientifiques maléfiques que rencontrent Blake et Mortimer, avec le professeur Miloch et le docteur Voronov.

### Professeur Miloch Georgevitch

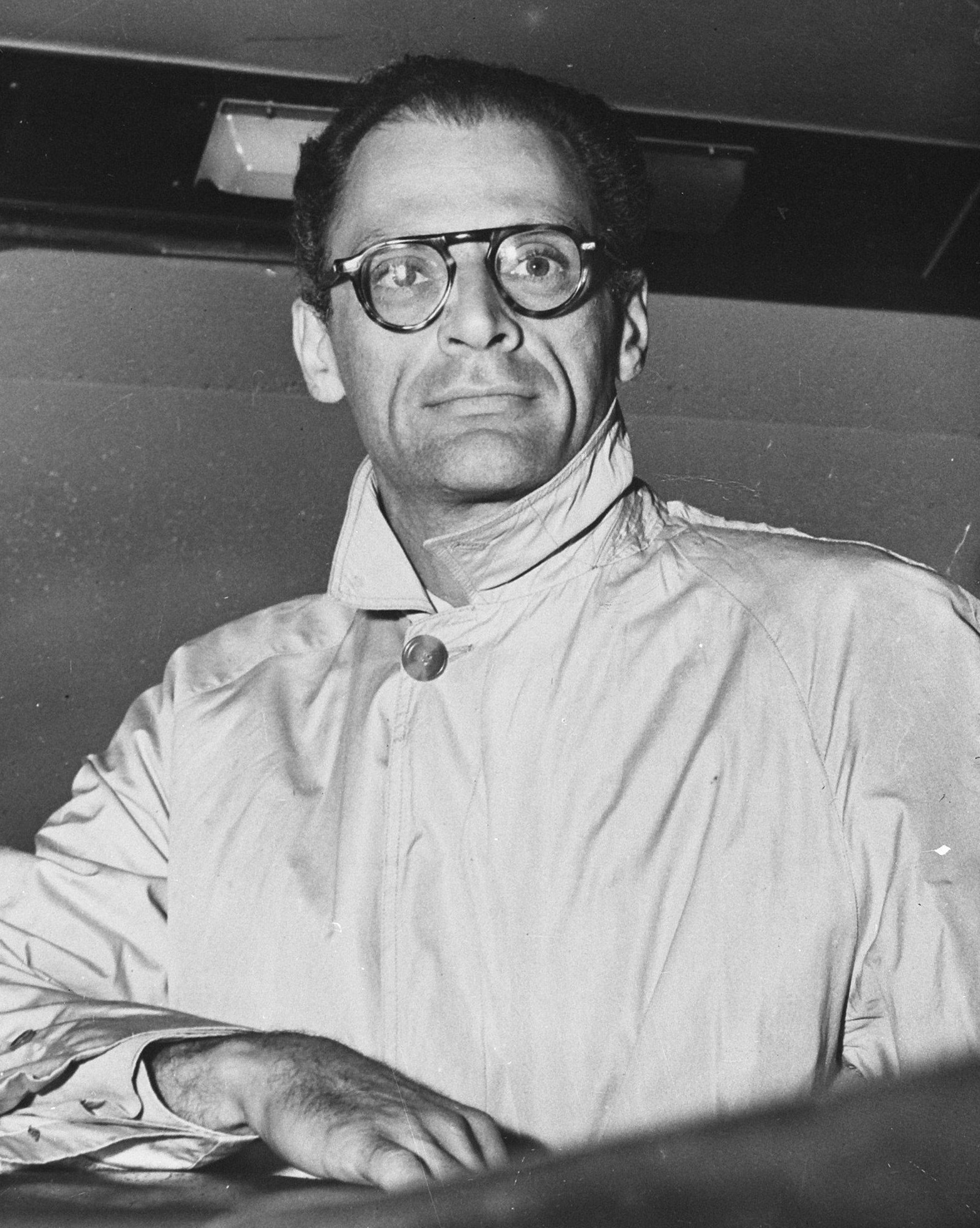
Arthur Miller inspire les traits du Georgevitch.

Le professeur Miloch Georgevitch est un savant fou auquel Blake et Mortimer sont confrontés dans deux de leurs aventures.
Dans S.O.S. Météores, Miloch est le responsable du fonctionnement de la station pilote 001 située près de Paris et qui gère le dérèglement climatique censé faciliter une invasion étrangère à laquelle participe Olrik.
Puis, dans Le Piège diabolique, Miloch avant de mourir victime des radiations se venge de Mortimer, qu'il fait embarquer dans une machine à voyager dans le temps volontairement déréglée : le Chronoscaphe. 
Dans la série télévisée, si son rôle est sensiblement le même dans S.O.S. Météores, l'adaptation du Piège diabolique diffère largement de l'album car Miloch n'est en réalité pas mort, supervisant dans l'ombre le périple temporel de ses victimes (Blake finissant dans cette version par rejoindre Mortimer dans le Chronoscaphe). Il est grièvement blessé lorsqu'il tente de détruire la machine et est hospitalisé, sa vie n'étant toutefois pas en danger.
Miloch a les traits du dramaturge américain Arthur Miller.

### Major Varitch
Le Major Varitch est un personnage créé par Yves Sente et André Juillard.
C'est avec surprise que l'on retrouve et que l'on compte ce personnage parmi ceux de premier plan dans l'intrigue des Sarcophages du 6e continent. En effet, son rôle n'est que mineur lors de sa première apparition dans La Machination Voronov, où Blake le rencontre à l'ambassade soviétique de Londres en même temps que l'ambassadeur. Le Major Varitch y occupe alors le poste de représentant du KGB. Mais, d'après ce que l'on apprend de la bouche du Major lors de son retour dans Les Sarcophages du 6e continent, il a, après cette rencontre, été muté sur un poste frontalier et ce d'après lui à cause du Capitaine Blake et de la grande appréciation qu'avait à l'égard de ce dernier l'ambassadeur soviétique au Royaume-Uni. Cette mutation eut apparemment pour conséquence la rencontre du major avec l'empereur-mage Açoka. Il semble d'ailleurs que le Major Varitch soit influent dans la décision du KGB d'assurer les fonds et la logistique d'Açoka dans ses recherches et ses expérimentations d'armes à but terroriste. À la suite de cet arrangement le major est affecté à la direction de la base de recherches soviétique d'Antarctique, couverture destinée à cacher sa véritable mission d'assistance à Açoka. C'est également le Major Varitch qui suggère l'Exposition universelle de 1958 comme terrain d'action pour les essais des « sarcophages », l'arme mise au point par Açoka, et qui sur la demande de ce dernier lui livre Olrik. Tout au long de l'histoire le Major est obnubilé par ses idées de vengeance envers le Capitaine Blake ; il trouvera la mort lors d'un combat au corps à corps avec ce dernier.

## Adjuvants

### Ahmed Nasir

Soldat du British Indian Army (en 1941).

Ahmed Nasir est le fidèle serviteur des deux héros principaux Francis Blake et Philip Mortimer.
Il apparaît pour la première fois dans le tome I du Secret de l'Espadon où il empêche les deux comparses de se faire capturer par Olrik en Iran. C'est un sergent du 5e bataillon du Makran Levy Corps qui a servi sous les ordres de Blake. À la suite de cette intervention, Nasir va au cours de cette aventure aider les deux héros dans de nombreuses situations, jouant notamment en Inde un rôle d'espionnage au service des Britanniques dans le but de délivrer le professeur Mortimer.
Invoquant régulièrement et objectivement le nom d'Allah, Nasir est clairement un croyant musulman, ce que rappelle aussi son prénom typiquement mahométan.   
Il deviendra par la suite le serviteur du professeur Philip Mortimer. Nasir n'apparaîtra que dans les premiers albums de Jacobs : Le Secret de l'Espadon, Le Mystère de la Grande Pyramide, et La Marque jaune. Sa disparition (qui dans le temps correspond à celle de l'empire britannique) est restée inexpliquée dans les albums réalisés par Edgar Pierre Jacobs.
Le personnage va réapparaître bien des années plus tard dans l'album d'Yves Sente et d'André Juillard : Les Sarcophages du 6e continent. On y apprend alors qu'après avoir quitté le service de Mortimer et regagné l'Inde avec, en poche, les lettres de recommandation adéquates, Nasir est entré dans les services de renseignement de son pays dont il est devenu agent secret après avoir suivi une formation sur les nouvelles données géopolitiques de l'Inde indépendante. Il apparait également dans La Vallée des Immortels et dans Le Dernier Espadon, qui se déroulent chronologiquement avant cet épisode, alors qu'il est encore au service de l'armée britannique.

### Docteur Grossgrabenstein

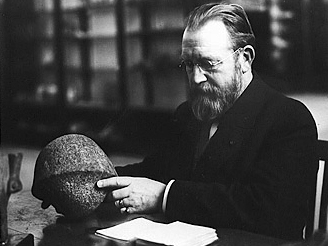
Jean Capart inspire les traits du Dr Grossgrabenstein.

Le Docteur Grossgrabenstein n'apparaît que dans Le Mystère de la grande pyramide. Le personnage a été inspiré par l'égyptologue belge Jean Capart, qui servira également de modèle à Hergé pour le personnage du Pr Hippolyte Bergamotte dans Les Sept Boules de cristal.

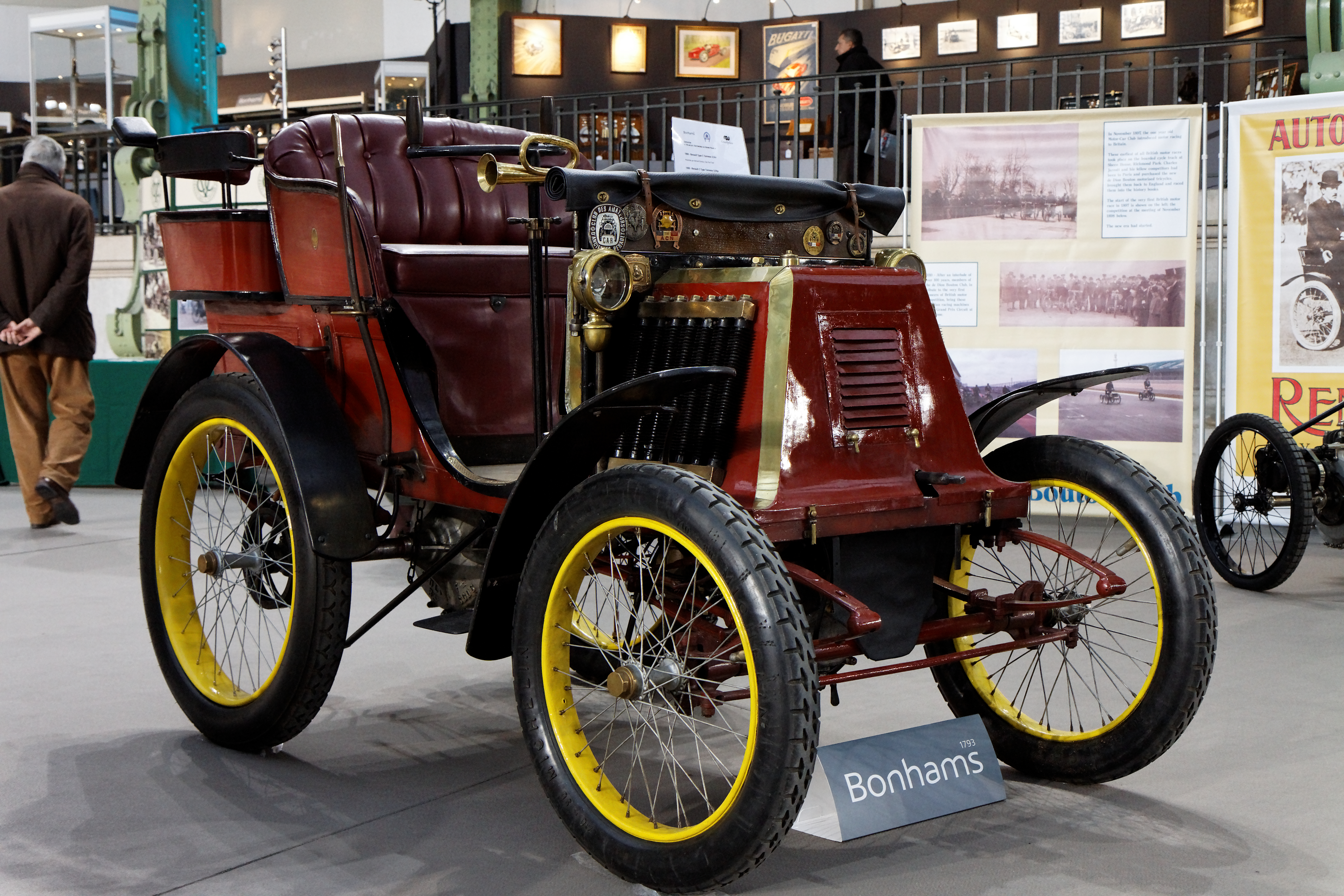
La Renault Type C du Docteur Grossgrabentein

Le docteur Grossgrabenstein — dont le nom signifie Grande pierre tombale en allemand — est un passionné d’égyptologie loufoque, comme en témoigne son étrange véhicule, une Renault Type C, qui déroutera beaucoup le professeur Mortimer. Il réside rue Ebn Bakil, dans une résidence qui lui réservera bien des surprises puisque le pauvre homme y sera séquestré par Olrik, qui prendra son apparence afin de piéger Mortimer. Enfermé dans un sarcophage dans le fond d'un mastaba qu'il a lui-même fait rebâtir sous sa maison, il est délivré par Mortimer et Blake.
Apparemment assez étrange, le docteur Grossgrabenstein est selon les dires du directeur du Musée du Caire un homme à ne pas négliger car amateur éclairé et possédant une vaste collection d'objets remontant à l'époque pharaonique. C'est en acceptant son invitation à visiter cette collection que Mortimer tombe dans le piège tendu par Olrik. Celui-ci est très intéressé par l'autorisation de fouilles sur le plateau de Gizeh obtenue par le savant, qui lui permettra d'entrer dans la Grande Pyramide.

### Glenn Kendall
Glenn Kendall est un inspecteur en chef londonien travaillant à Scotland Yard dont il est, d'après les propos de Blake, « l'un des plus fins limiers ». Kendall apparaît pour la première fois dans l'album La Marque jaune où il est chargé, avec la collaboration de Blake, d'élucider la fameuse affaire. On retrouve Kendall dans l'album de Jean Van Hamme et de Ted Benoit L'Affaire Francis Blake. Contrairement à l'accoutumée, il constitue dans cette aventure une menace pour les deux héros : en effet, mis pour l'occasion sous les ordres de David Honeychurch, Kendall a pour mission de capturer Blake soupçonné d'espionnage et Mortimer d'être le complice de ce dernier. Kendall est également présent dans l'album d'Yves Sente et de André Juillard La Machination Voronov intervenant dans l'histoire lorsqu'a lieu l'incendie criminel du bâtiment du CSIR où se poursuivent les premières recherches sur la bactérie Z. Mis alors dans la confidence de l'affaire, l'inspecteur-chef épaule ensuite Blake et Mortimer jusqu'à la fin de cette aventure.

### MmeBenson
Propriétaire de Blake et Mortimer. Veuve du major Benson, ancien commandant de Blake à la fin de la guerre jusqu'à son assassinat.

### Professeur Labrousse
Le Professeur Labrousse apparaît notamment dans l'album S.O.S. Météores, en tant que Directeur de la Météorologie Nationale Française. Il apporte son aide et ses précieuses connaissances à Blake et Mortimer à la suite de graves phénomènes météorologiques qui se sont abattus sur l'Europe occidentale.
Yves Sente et André Juillard reprennent le personnage dans Les Sarcophages du 6e continent. Blake et Mortimer retrouvent d'abord le professeur Labrousse en Belgique à l'exposition universelle de 1958, au pavillon français où il s'occupe de la météorologie. Là, Labrousse leur apprend qu'il doit partir dès le lendemain matin pour l'Antarctique ; le gouvernement français ayant, dans le cadre de l'Année Géologique Internationale, demandé au météorologue d'accélérer le programme d'essai du Subglacior, un sous-marin capable de se mouvoir dans l'eau et dans la glace. Plus tard dans cette même aventure, lorsque Blake et Mortimer se rendront eux-mêmes sur le sixième continent, Labrousse et son invention leur seront d'une aide précieuse.

### Commissaire Pradier

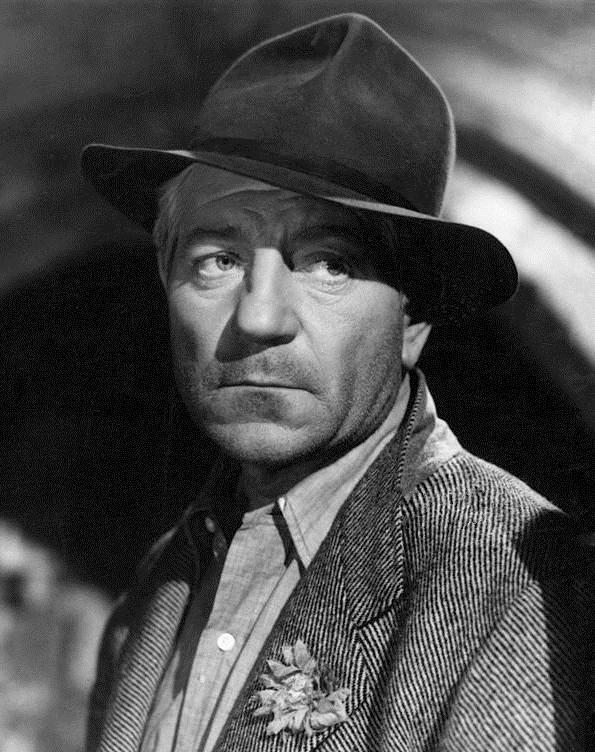
Jean Gabin en 1949.

Le commissaire Pradier est un personnage créé par E.P. Jacobs, dont le physique est grandement inspiré de celui de l'acteur Jean Gabin. Commissaire divisionnaire parisien à la Direction de la surveillance du territoire (DST), Pradier aide Blake et Mortimer au cours de leurs aventures ayant lieu pendant leurs séjours en France.
Lors de sa première apparition dans l'album S.O.S. Météores, le commissaire enquête sur une organisation secrète dont les ramifications semblent s'étendre dans plusieurs pays ainsi que sur des firmes qu'il soupçonne y être rattachées, d'où la rencontre entre Pradier et le capitaine Blake qui enquête aussi sur ledit réseau. L'aide de Pradier sera précieuse à Blake et à Mortimer pour parvenir à faire échouer les projets d'invasion de la France et des pays voisins par la puissance inconnue à la solde de laquelle est ce réseau qui n'a pour autre rôle que de transmettre ses directives à des stations responsables des détraquements climatiques sévissant dans les pays menacés afin d'affaiblir ces derniers.
Dans l'album Le Piège diabolique, la présence de Pradier, à l'instar de celle de Blake, n'est qu'anecdotique. Il n'apparaît qu'à la fin de l'aventure et ce comme représentant des services de police.
Dans l'album L'Affaire du collier, c'est Pradier qui est chargé de l'enquête menée sur le vol du collier de la reine Marie-Antoinette commis par Olrik, ce qui permet au commissaire d'aider encore une fois Blake et Mortimer résolus à déjouer les plans de leur vieil adversaire.
Pradier correspond à un type classique de policier dans la littérature. C'est un personnage capable, entouré de services compétents, mais qui a tout à gagner d'une assistance extérieure, parfois incarnée par le ou les héros de l'histoire comme c'est le cas pour Blake et Mortimer. Pradier correspond à la version française de l'inspecteur-chef Glenn Kendall (ce dernier étant apparu antérieurement dans l'œuvre de Jacobs). En effet, l'un comme l'autre assurent le lien central entre les différentes forces de police et les deux héros, tout en étant bénéficiaires de leurs collaborations avec ces derniers.

### Professeur Akira Satō
Cybernéticien et roboticien apparaissant dans Les Trois Formules du professeur Satō, il est directeur de l'Institute of Space and Astronautical Science de Tokyo. Ce spécialiste des techniques de pointe a créé une machine capable de fabriquer en série des androïdes ou tout autre robot de n'importe quelle forme. Dans sa maison située au bord de la mer, il vit dans un calme lui permettant de s'adonner à la méditation bouddhiste. Il incarne ainsi un compromis entre modernité et tradition.

### David Honeychurch
David Honeychurch est un personnage créé par Jean Van Hamme et Ted Benoit.
Honeychurch est l'adjoint du capitaine Blake au MI5. Il apparaît pour la première fois dans l'album L'Affaire Francis Blake. Bien que, durant un long moment dans cette aventure, le jeune homme feint de vouloir à tout prix rattraper Blake soupçonné d'espionnage, on verra qu'il fait en réalité partie sous le pseudonyme de « Perroquet bleu » du réseau de contre-espionnage secret monté par le capitaine pour démasquer la taupe (espion infiltré dans le milieu qu'il observe) nichée au sein du MI5. Yves Sente et André Julliard reprendront le personnage d'Honeychurch dans l'album La Machination Voronov, où il s'illustrera entre autres dans la course-poursuite et la capture d'Olrik à Liverpool.
Son nom a été changé en John Church dans la série télévisée.

### Nastasia Wardynska
Femme scientifique russe et alliée de Blake et Mortimer. Apparue dans La Machination Voronov, elle les aidera dans plusieurs de leurs aventures.

### Docteur Jeronimo Ramirez
Le docteur Jeronimo Ramirez est un personnage créé par Jean Van Hamme et Ted Benoit.
Le docteur Ramirez apparaît pour la première fois dans l'album L'Étrange Rendez-vous, et ce dans un aéroport new-yorkais où il aborde Mortimer en qui, à travers la foule, il a reconnu le génial inventeur de l'Espadon. Au cours de la courte conversation qui découle de cette rencontre, on apprend que Ramirez occupe alors un poste de physicien au centre nucléaire de Los Alamos. On peut remarquer que le docteur Ramirez est un savant qu'on tendrait à qualifier d'énergique mais aussi et surtout pour le moins extravagant. Mais ce n'est pas le premier que l'on rencontre dans la série (voir Dr Grossgrabenstein). De plus le docteur, lorsqu'il retrouve Mortimer un peu plus tard dans cette aventure, s'avère être pour ce dernier et pour Blake d'une aide précieuse. Toutefois, à la fin de l'histoire, guère habitué à l'aventure et venant avec nos héros d'éviter de justesse l'explosion d'une bombe à hydrogène, Ramirez formule la volonté de changer de métier et de ne plus jamais travailler dans l'atome. On ne sait pas si finalement il le fait ou non ; le docteur, repris par Yves Sente et André Juillard, ne le dit pas lorsque Blake et Mortimer le retrouvent dans Les Sarcophages du 6e continent. Ramirez travaille alors pour l'Exposition Universelle de 1958, à la préparation du pavillon des États-Unis d'Amérique tout comme Mortimer travaille à celle du pavillon britannique et le professeur Labrousse à celle du pavillon français. L'apparition du docteur est, dans cette histoire, assez brève ; Blake et Mortimer le rencontrent uniquement lorsqu'ils visitent le pavillon de son pays. Lors de cette visite, après qu'ont eu lieu les graves perturbations électroniques provoquées par les « sarcophages », armes à longue distance d'un type nouveau testées par des terroristes en Antarctique, Ramirez ne cache rien de ses soupçons vis-à-vis des Soviétiques que l'atmosphère de guerre froide lui procure.

### Sarah Summertown
Archéologue et romancière apparue dans Les Sarcophages du 6e continent, elle est une amie proche de Blake et Mortimer. Elle a eu une liaison avec Mortimer par le passé malgré leur écart d'âge, le professeur n'ayant que 18 ans à cette époque. Les indices disséminés dans les albums Le sanctuaire du Gondwana et Le testament de William S semblent indiquer que Sarah Summertown a mis fin brutalement à sa liaison avec le tout jeune Mortimer après avoir constaté qu'elle était enceinte (sans en expliquer la raison à son amant) et s'est mariée rapidement à un homme "plus convenable" aux yeux des mœurs de la société britannique de l'époque[réf. nécessaire].

### Elizabeth McKenzie
Elle est une étudiante de Cambridge. Fille de Sarah Summertown et probablement de Mortimer. En effet, de discrets mais nombreux sous-entendus laissent à penser que le professeur Mortimer serait son père biologique à la suite de la liaison des deux amants dans leur jeunesse. Il est à noter que le professeur Mortimer n'est pas au courant de ce lien de parenté entre lui et Mlle McKenzie[réf. nécessaire].